# Margitesia bugaba
Margitesia bugaba là một loài bướm đêm trong họ Noctuidae.